# Nicolas Rolin (homme politique)
Pour les articles homonymes, voir Rolin.
Cet article concerne le curé et l'homme politique. Pour le chancelier du duc de Bourgogne, voir Nicolas Rolin.
Nicolas Rolin est un homme politique français né le 10 septembre 1736 à Bouillon en Belgique et décédé à une date inconnue.
Jésuite, il est ensuite curé-doyen de Verton en 1787. Il est député du clergé pour le bailliage de Montreuil aux États généraux de 1789. Il refuse la constitution civile du clergé et émigre en 1791.

## Sources
- « Nicolas Rolin (homme politique) », dans Adolphe Robert et Gaston Cougny, Dictionnaire des parlementaires français, Edgar Bourloton, 1889-1891 [détail de l’édition]